# Портрет Фёдора Фёдоровича Эртеля
«Портрет Фёдора Фёдоровича Эртеля» — картина Джорджа Доу и его мастерской из Военной галереи Зимнего дворца.
Картина представляет собой погрудный портрет генерал-майора Фёдора Фёдоровича Эртеля из состава Военной галереи Зимнего дворца.
В начале Отечественной войны 1812 года генерал-лейтенант Эртель командовал 2-м резервным корпусом и действовал против французов в Минской губернии, отличился в бою при Глуске. Далее он со своим корпусом был присоединён к 3-й Западной армии, за невыполнение приказа адмирала П. В. Чичагова прибыть с корпусом к Борисову в октябре был снят с должности; с декабря 1812 года и до самого конца войн против Наполеона состоял генерал-полицмейстером всех действующих армий.
Изображён в генеральском вицмундире, введённом для пехотных генералов 7 мая 1817 года. На шее крест ордена Св. Георгия 3-го класса; по борту мундира кресты орденов Св. Анны 1-й степени, Св. Владимира 2-й степени и Св. Иоанна Иерусалимского; справа на груди серебряная медаль «В память Отечественной войны 1812 года» на Андреевской ленте, бронзовая дворянская медаль «В память Отечественной войны 1812 года» на Владимирской ленте и звёзды орденов Св. Александра Невского и Св. Владимира 2-й степени. Подпись на раме: Ѳ. Ѳ. Эртель, Генералъ Лейтенантъ.
Несмотря на то, что 7 августа 1820 года Комитетом Главного штаба по аттестации Эртель был включён в список «генералов, находившихся в сражениях, не внесённых в списки для галереи, потому что в препровождениях к рассмотрению Комитета не находятся», решение о написании его портрета было принято. Гонорар Доу был выплачен 10 ноября 1821 года и 24 февраля 1822 года. Готовый портрет был принят в Эрмитаж 7 сентября 1825 года.
В 1840-х годах в мастерской И. П. Песоцкого по рисунку с портрета была сделана литография, опубликованная в книге «Император Александр I и его сподвижники» и впоследствии неоднократно репродуцированная.